# ديفين ماربل
ديفين ماربل (بالإنجليزية: Devyn Marble)‏ مواليد 21 سبتمبر 1992 في فلينت، هو لاعب كرة سلة محترف أمريكي بدأ مسيرته الاحترافية في سنة 2014 حيث تم اختياره من قبل فريق دنفر ناغتس خلال الدرافت، يلعب مع فريق أورلاندو ماجيك في الرابطة الوطنية لكرة السلة ويحمل الرقم 11. يبلغ طوله 6 قدم 6 بوصة (2.0 م).

## إحصائيات المسيرة

### الموسم الاعتيادي
| السنة   | الفريق         | لعب | بدأ | دقيقة | ميداني% | ثلاثية | حرة  | ارتداد | صنع | استلاب | تصدي | نقطة |
| ------- | -------------- | --- | --- | ----- | ------- | ------ | ---- | ------ | --- | ------ | ---- | ---- |
| 2014–15 | أورلاندو ماجيك | 16  | 7   | 13.0  | .318    | .182   | .313 | 1.9    | 1.1 | .6     | .1   | 2.3  |
| 2015–16 | أورلاندو ماجيك | 28  | 0   | 8.9   | .296    | .250   | .417 | 1.4    | .4  | .5     | .0   | 2.1  |
| المسيرة |                | 44  | 7   | 10.4  | .304    | .222   | .375 | 1.6    | .7  | .5     | .1   | 2.2  |

## روابط خارجية
- ديفين ماربل على موقع إن بي أي (الإنجليزية)
- ديفين ماربل على موقع الدوري التايواني الممتاز لكرة السلة (الصينية)
- ديفين ماربل على موقع سبورتس رفرنس (الإنجليزية)
- ديفين ماربل على موقع كرة السلة الأوروبية.كوم (الإنجليزية)
- ديفين ماربل على موقع إي إس بي إن.كوم (الإنجليزية)
- ديفين ماربل على موقع كلية كرة السلة في سبورتس رفرنس.كوم (الإنجليزية)
- ديفين ماربل على موقع ريلجم (الإنجليزية)
- ديفين ماربل على موقع بروبوليرز (الإنجليزية)
- ديفين ماربل على موقع سبورتس رفرنس (الإنجليزية)
- ديفين ماربل على موقع سبورتس رفرنس (الإنجليزية)